# Faro di Punta Carena
Der Faro di Punta Carena ist ein Leuchtturm auf der Punta Carena, dem zur Gemeinde Anacapri gehörenden Südwestkap der Insel Capri. Er ist unter der internationalen Nummer E 1706 und der nationalen Nummer EF 2612 registriert. Der Leuchtturm bestrahlt den Sektor von 265° bis 175° und hat eine Tragweite von 25 Seemeilen.

## Beschreibung

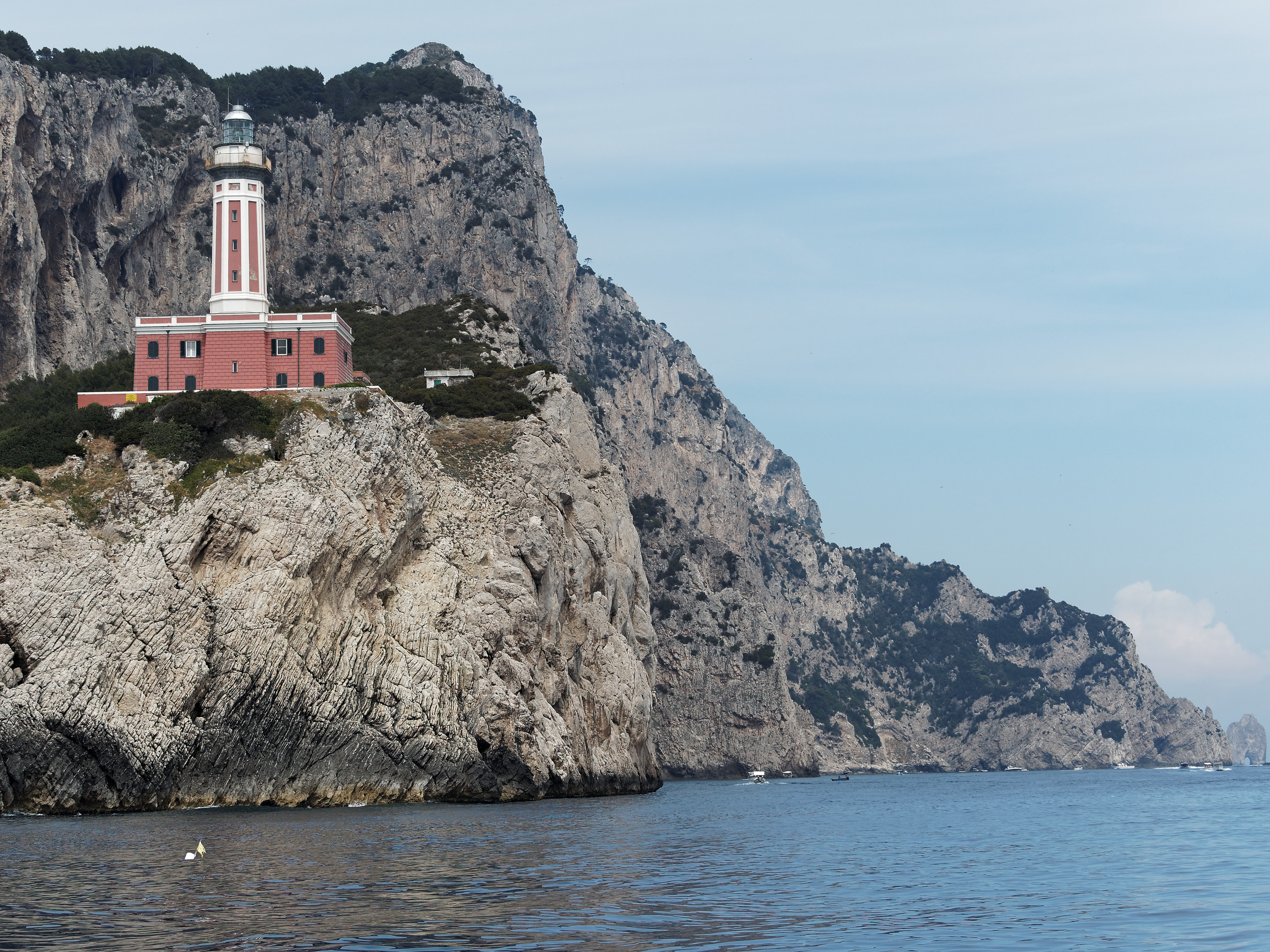
Blick vom Meer auf den Leuchtturm

Der Bau des Leuchtturms begann 1862 nach Plänen, die bereits vor der italienischen Einigung ausgearbeitet worden waren. Er nahm seine Arbeit im Jahre 1867 auf und wurde 1940 modernisiert.
Der Leuchtturm steht 2,5 Kilometer südwestlich des Ortskerns von Anacapri auf einem knapp 50 m hohen Vorgebirge vor eindrucksvoller Felskulisse. Der achteckige Turm mit Galerie und Laterne erhebt sich 28 Meter hoch aus einem zweistöckigen roten Haus aus massiven Tuffsteinblöcken, in dem sich auch die Wohnung des Leuchtturmwärters befindet. Das Haus besitzt einen rechteckigen Grundriss und ein Terrassendach mit weißem Sims. Eine Wendeltreppe mit 132 Stufen führt im Inneren des weißen, mit senkrechten roten Streifen versehenen Turms bis zur Höhe der Galerie, die durch eine Eisentür betreten wird. Die runde Laterne von 3 m Durchmesser besitzt ein silbergraues Metalldach.
Der Faro di Punta Carena verfügt über eine rotierende Fresnel-Optik 3. Ordnung (Brennweite 500 mm) mit einer 1000-W-Glühlampe als Lichtquelle. Der Leuchtturm sendet im Abstand von drei Sekunden einen 0,2 Sekunden langen weißen Lichtblitz aus.